# Musa sanguinea
Musa sanguinea là một loài thực vật có hoa trong họ Musaceae. Loài này được Hook.f. miêu tả khoa học đầu tiên năm 1872.